# Badovinci (Bogatić)
Badovinci (Bogatić) (em cirílico: Бадовинчи) é uma vila da Sérvia localizada no município de Bogatić, pertencente ao distrito de Mačva, na região de Mačva. A sua população era de 4795 habitantes segundo o censo de 2011.

## Demografia
| 1948  | 1953  | 1961  | 1971  | 1981  | 1991  | 2002  | 2011  |
| ----- | ----- | ----- | ----- | ----- | ----- | ----- | ----- |
| 5 791 | 6 145 | 6 278 | 5 943 | 5 879 | 5 640 | 5 406 | 4 795 |